# Smugi (powiat włoszczowski)
Smugi – osada leśna (gajówka) w Polsce położona w województwie świętokrzyskim, w powiecie włoszczowskim, w gminie Secemin.
W latach 1975–1998 miejscowość administracyjnie należała do województwa częstochowskiego.